# Седација
Седација или успављивање је хемијски облик спутавања пацијената којим се смањује раздражљивост, агресивност или ублажила значајна нелагодност (анксиозност, бол)  када је пацијенту потребна интервенција, давањем седативних лекова. Примењује се да би се смањила агресивност пацијента или олакшала медицинска или дијагностичка процедура. Примери лекова који се могу користити за седацију укључују пропофол, етомидат, кетамин, фентанил и мидазолам.

## Основне поставке
Везано за ову тему неопходно је разумети да су седација, дисоцијација и аналгезија одвојени концепти. 
- Седација - омогућава пацијенту да лежи веома мирно.

- Аналгезија - ублажава  бол  централним или периферним интервенцијама.

- Дисоцијација - ствара стање раздвајања ума и тела.

Као последица тога, процедурална седација није само општа анестезија или контрола бола, већ се може објаснити као прилагођен приступ пацијенту, заснован на нивоу анксиозности и бола у циљу постизања оптималне седације и аналгезије за извођење неинвазивних и минимално инвазивних процедура у медицини, које се спроводе првенствено изван операционе сале као што су на пример. хитна медицинска помоћ, стоматолошка ординација, радиолошка и гастроинтестинална ендоскопска сала.

### Дубина седације
Практично, најчешће прихваћени термини за дубину седације су:
- Минимална седација или анксиолиза, у току које пацијент остаје будан, али опуштен, способан за интеракцију.
- Умерена седација или свесна седација, у току које пацијент има депресивну свест, али ће реаговати на вербалне захтеве или реаговати на додир. Дисање остаје нетакнуто и није потребна респираторна подршка.
- Дубока седација, у току које пацијент не може лако да се узбуди, али ће реаговати на поновљене или болне стимулусе. Како дисање може бити поремећено и можда ће бити потребно да се респираторно подржи.
- Дисоцијативна  седација, је стање налик трансу у којем пацијент остаје будан, али није свестан бола и не задржава сећање на догађај. Може да прати команде, а рефлекси дисајних путева остају нетакнути.

Опште је прихваћено да, због различите осетљивости пацијената на лекове, као и већ постојећих коморбидитета у историји болести, пацијенти могу током седације склизнути на дубљи ниво него што се очекивало;  и у том смислу лекар се мора припремити за овај догађај.

## Појам и индикације за процедуралну седацију

### Појам
Процедурална седација је врста успављивања које омогућава безбедно извођење медицинских процедура које пацијент не може да толерише у потпуно свесном стању. У току ове активност, лекар мора да процени стање дисајних путева пацијента директним визуелним прегледом, сагледа све факторе ризика анализом основног ризика, како би био у стању да правилно одабере лек који ће пацијенту безбедно дати кроз предложену процедуру.

### Индикације
Седације су индиковани сваки пут када је пацијенту потребна интервенција која ће изазвати значајну нелагодност. Неопходан ниво седације зависи од количине бола коју пацијент вероватно доживи и од потребе да пацијент остане миран током процедуре. На пример, ортопедска процедура која захтева смањење покрета зглобова,  самим тим захтева и релаксацију мишића  дубљом седацијом од мање непријатне процедуре. Током доношење одлуке такође се морају узети у обзир витални знаци стабилности пацијента. На пример, пацијента који не може да толерише престанак дисања или пад крвног притиска  боље је лечити употребом дисоцијативног средства него умереном до дубоком седацијом.
Процедурална седација се обично користи код:
- релативне аналгезије у анестезије, када се користи инхалациона седација,
- мањих хируршких процедура као што су ендоскопија, вазектомија,
- код радиолошких процедура током магнетне или компјутеризоване томографије,
- стоматолошких процедура (нпр. код уклањање умњака или код пацијенти са високом анксиозношћу). Заснива се на примени инхалационих седатива (азот оксида), оралних седатива или интравенских седатива.
- процедура у реконструктивној хирургији,
- неких козметичких (реконструктивних) операција.
- пацијената на интензивној нези, који су на механичкој вентилацији и имају ендотрахеалну цев у трахеји
- дуготрајних ЕЕГ снимања мозга како би се опустио пацијент.

Најчешће контраиндикације за седацију су:
- некооперативан пацијент
- психолошки незреле особе
- пацијенти који нису у могућности да обезбеде адекватну пратњу
- тешки захвати у оралној  хирургији или продужени хируршки захват
- болести мишића или болести које узрокују губитак мишића
- алергија или преосетљивост на бензодиазепине
- трудноћа и лактација
- историја психијатријских поремећаја
- дисфункција бубрега или јетре
- акутна инсуфицијенција плућа
- раније респираторна стања, јер су пацијенти подложни респираторној депресији
- зависност од алкохола или дрога
- недостатак видљивих површних вена
- психијатријски поремећаји
- лекови за депресију ЦНС- а који могу променити реакцију на седацију  

## Седација као хемијско спутавање пацијента
Хемијско спутавање пацијената, за разлику од физичког спутавања, је облик спутавања заснован на примени седативних лекова који могу да ограниче слободу кретања или да умире пацијента. Она се примењује код агресивних пацијената ради сопствене безбедности или заштите других људи. 

## Лекови
Идеално средство за процедуралну седацију и аналгезију (ПСА) треба да поседује седативна, аналгетичка и амнестичка својства, као и брз почетак и кратко трајање деловања како би се омогућио сигуран и брз опоравак и пражњење. Иако је ПСА обично резултат комбиновања бензодиазепина кратког дејства као што је мидазолам (седативна, амнестичка и анксиолитичка својства, али не и аналгетички ефекти) са опиоидом (нпр фентанил), неколико лекова је такође опција примене, самостално или у комбинацији.  Комбинација фентанила и мидазолама је једна од најприхваћенијих процедура за спровођење ПСА, али су усвојене и друге комбинације (нпр  пропофол и фентанил или комбинација пропофола и кетамина).   
Мидазолам
Доза лека за интравенску употребу је 2 до 2,5 мг на почетку, са даљим дозама од 1 мг поновљене након 2 до 5 минута, титриране до ефекта.
- Код одраслих старијих од 60 година и хронично болесних: почетна доза је 0,5 до 1 mg (и 1 mg током најмање 30 секунди). Укупна доза већа од 5 mg обично није неопходна код здраве младе одрасле особе.Док је доза мања од 3,5 mg је потребна доза код ослабљених и старијих субјеката.

- Код деце од 6 месеци до 5 година: почетна интравенска доза је од 0,05 до 0,1 mg/kg (укупна доза мања од 6 mg);

- Код деце од 6 до 12 година: почетна интравенска доза је од 0,025 до 0,05 mg/kg (укупна доза мања од 10 mg); ректално више од 6 месеци: 0,3 до 0,5 mg/kg

- Код деце  од 1 до 15 година интрамускуларна доза је: 0,05 до 0,15 mg/kg

Мидазолам треба припремати у облику раствора од 1 mg у 1 ml, посебно код деце мање од 15 kg телесне тежине код којих се не препоручују раствори мидазолама са концентрацијом већом од 1 mg/ml. Антидот мидазолама је флумазенил, али се мора водити рачуна јер овај лек може имати краће трајање деловања од седатива, што доводи до поновне седације. Код старијих особа потребно је обратити пажњу на изазивање неурокогнитивних промена изазваних бензодиазепинима.
Фентанил
Доза лека који се даје само интравенски за драсле и децу је: 1 до 1,5 mсg/kg почетна доза, а затим као титрирана доза 1 mсg/kg свака 3 минута. 
Време почетка дејства након интравенске примене је 1 до 2 минута, са трајањем дејства од 30 до 60 минута
Фентанил је синтетички опиоид који се метаболише у јетри, а има брзу прерасподелу из централног нервног система. 
Кетамин  
Доза лека која се даје интравенски  за децу и одрасле је 1 до 3 мг/кг, аако се даје интрамускуларно је 5 до 10 мг/кг. Време почетка дејства након интравенске примене је 1 минута. Трајање дејства након интравенске примене је 5 до 15 минута, а након интамускуларне примене: 15 до 30 минута.
Нежељени ефекти кетамина укључују агитацију опоравка, пролазне компликације дисајних путева као што су ларингоспазам и повраћање. Примена бензодиазепина (нпр. диазепама, лоразепама) у време коначне дозе кетамина може ублажити појавне појаве (визуелне халуцинације, повремено узнемирујуће) и потенцијалне симпатомиметичке ефекте лека, посебно код деце. Избегавајте овај агенс код особа које су предиспониране на психотично понашање.
Етомидат
Доза лека која се даје само интравенски је:
- Одрасли и деца старија од десет година: 0,3 mg/kg. (није проучавано код деце млађе од десет година)

Постоји контроверза о супресији надбубрежне производње хормона стреса; ово се није показало смисленим при употреби једног болуса. Поред тога, етомидат је само хипнотик јер у суштини нема аналгетска својства.
Пропофол
Доза лека која се даје само интравенски је:
- Одрасли (здрави): 1 до 2 mg/kg.
- Одрасли (ослабљени): 0,5 до 1 mg/kg.
- Деца: 2 до 3 mg/kg.. (није проучавано код деце млађе од три године). Може се поновити са пола дозе неколико пута по потреби.

Нека литература садржи вербалну конфузију, наводећи да хиповентилација изазвана пропофолом нема реверзни агенс; конфузија је резултат мешања "агенса" са "дрогом". Пропофолов реверзни агенс за хиповентилацију је кисоничка маска са врећом. Ако дође доћи до ортостатске хипотензије користите се  интравенски изотоничне течности као „средство за преокрет“ и наставља се опрезно у седећем положају. Овај хипотензивни ефекат, вероватно је узрокован периферном вазодилатацијом, и може изазвати срчану исхемију, додатно смањујући минутни волумен срца.   Ово стање може да створи циклус погоршања срчане исхемије, додатно смањујући минутни волумен срца.
Дексмедетомидин
Доза лека за децу и одрсале који се даје само интравенски је 1 mcg/kg.
Дексмедетомидин не изазива респираторну супресију. Истраживања су недавно довела у питање ефикасност дексмедетомидина као јединог седатива.
Метохекситал   
Доза лека за одрасле и децу је: 
- интравенски: 1 до 2 mg/kg.
- интрамускуларно: 6 до 10 mg/kg. (ретко се користи код одраслих)[13]

Као барбитурат, метохекситал је контраиндикован код пацијената са акутном интермитентном порфиријом. Метохекситал може изазвати супресију дисања; можда ће бити потребна вентилациона подршка са маском са врећом. Пролазна хипотензија може настати због вазодилатације (када би требало давати интравенски течност и постепено прелазити у седећи положај.
Азотни оксид
Азот оксид (Н2О) је аналгетик/анксиолитички гас који изазива депресију ЦНС-а и еуфорију са малим утицајем на респираторну функцију. Испорука гаса је са кисеоником. Обично пацијент добија 100% кисеоника на почетку процедуре, а затим се кисеоник smawuje, а Н2О постепено повећава. Брзина протока од 5 до 6 L/min је генерално прихватљива за већину пацијената. 
Почетак деловања је i oporavak je брз. Постоји широка маргина сигурности, мучнина и повраћање су ретки, а интегритет рефлекса се одржава. 
Обично се користи за ПСА у стоматологији, посебно у педијатријском окружењу.    
Иако ће терапијски нивои варирати од пацијента до пацијента, концентрација Н2О не би требало рутински да прелази 50%.  Овај приступ је контраиндикован код ХОБП, тешких емоционалних поремећаја или зависности од лекова, првог тромесечја трудноће, лечења блеомицин сулфатом, недавног пресађивања бубне опне и недостатка метилентетрахидрофолат редуктазе.

## Нежељена дејства
Према неким студијама седација у 40% до 50% случајева може да изазове нежељена дејства или компликације, као што су:
- опструкција дисајних путева,

- апнеја,

- хипотензија,

- респираторна депресија (хиповентилација),

- ненамерно високи ниво седације,
- постоперативна сомноленција,
- аспирација страног садржаја,[17]
- нежељене реакције на лекове за седацију.[18]
- перфорација и крварење,
- стимулација вазовагалних рефлекса.[19]

Како би се правовремено реаговало на нежељено десјство седације пожељно је да се она спроводи  у присуство здравствених радника који су одговарајуће обучени за правовремено откривање и управљање овим проблемима.

## Превенција
Да би се избегли ризици од седације, здравствени радници су обавезни да спроводе темељну процену пре седације. Она  укључује историју болесника пре седације и физикалне прегледе са нагласком на одређујућим карактеристикама које указују на потенцијалне ризике за пацијента и потенцијално тешко управљање дисајним путевима.  Овај процес такође може открити да ли период седације треба да се продужи или су потребне додатне терапијске процедуре.

## Компликације
Основни концепт да би се избегле компликације је коришћење правог лека у тачној дози за правог пацијента. Овај концепт може значити употребу снажнијег лека који има краће трајање или једноставнију интервенцију у случају компликација. Овај контраинтуитиван концепт уграђен је у модерне протоколе за седацију. На пример, употреба комбинације лекова у високим дозама са дугим трајањем деловања (нпр  фентанил и лоразепам) може изгледати безбедније него коришћење пропофола за краткотрајне процедуре. Ова идеја представља кључну грешку и показује неразумевање реалности праксе; избегавање ове грешке посебно је задужено за одборе за акредитацију и обуку јер стварање вештачких ограничења која нису заснована на доказима може довести до заобилазних решења која угрожавају безбедност пацијената. Разлог је у томе што особа која ради процедуру или изводи седацију упадне у проблеме са седативним делом процедуре, када мора да спасава пацијента од хипопнеје након давања пропофола која је различитог интензитета и која лакше и краће траје од фентанила/лоразепама.